# Ophioleila elegans
Ophioleila elegans är en ormstjärneart som beskrevs av A.H. Clark 1949. Ophioleila elegans ingår i släktet Ophioleila och familjen Hemieuryalidae. Inga underarter finns listade i Catalogue of Life.